# Georg Siegmund Otto Lasius
Georg Siegmund Otto Lasius (* 10. September 1752 in Burgdorf; † 4. Februar 1833 in Oldenburg (Oldb)) war ein deutscher Mineraloge, Landvermesser, Architekt und Baubeamter.

## Leben
Lasius war der Sohn des Geistlichen Otto Benjamin Lasius († 1779) aus Burgdorf und trat 1770 in das Ingenieurkorps des Kurfürstentums Braunschweig-Lüneburg ein. Ab 1775 fand er als Leutnant und später als Hauptmann Verwendung bei der Kurhannoverschen Landesaufnahme. Ihm wurde die topographische Aufnahme des Harzgebirges übertragen. Der mehrjährige Aufenthalt dort gab Lasius Gelegenheit zu eingehenden mineralogischen und geologischen Studien, deren Resultate er in dem zweibändigen Werk Beobachtungen über die Harzgebirge nebst petrographischer Karte (1789–1790) veröffentlichte. Die Beschreibung galt nach dem damaligen Standpunkt der Wissenschaft als mustergültige Darstellung der geognostisch-mineralogischen Verhältnisse. Die dazu veröffentlichte petrographische Karte galt als eine der ersten dieser Art, die in Deutschland erschien. Nebenbei führte Lasius in seinem Werk auch die bergmännische Bezeichnung Grauwacke in die Wissenschaft ein. Seine bei diesen Tätigkeiten angelegte und sehr umfangreiche Sammlung von Mineralien und Gesteinsarten ging 1821 durch Kauf an das kaiserlich-russische Bergbau-Institut in Sankt Petersburg.
In den 1790er Jahren war Lasius bei der Erbauung der Befestigungsanlagen auf dem Klüt Fort George bei Hameln und bei der dortigen Wegebauinspektion beschäftigt. Aus dieser Zeit stammen auch mehrere kleinere Abhandlungen, die von der Societät der Bergbaukunde zu Leipzig oder von der Gesellschaft Naturforschender Freunde zu Berlin veröffentlicht wurden. 1801–1803 entstand der nach Lasius‘ Plänen verwirklichte klassizistische Umbau der St. Lucaskirche in Pattensen, bei dem er sich u. a. mit Bohlendächern des Berliner Architekten Davis Gilly auseinandersetzte.
Als 1803 trotz des Friedens von Amiens der Krieg zwischen dem napoleonischen Frankreich und Großbritannien weiterging und die Franzosen Hannover besetzten, wurde das Ingenieurkorps aufgelöst. Lasius trat 1804 mit einigen anderen Offizieren in den oldenburgischen Dienst. In dem Herzogtum wurde zu dieser Zeit eine neue Periode in der Entwicklung des Vermessungswesens durch die Vermessung der im Reichsdeputationshauptschluss 1803 im Tausch gegen den Elsflether Weserzoll als Entschädigung von Oldenburg erworbenen Ämter Wildeshausen (von Hannover) und Vechta und Cloppenburg (vom aufgelösten Hochstift Münster) eingeleitet. Lasius leitete das Vermessungs-Comptoir, das mit der Durchführung der Landesvermessung und den Vermessungen zur Teilung der Marken und Gemeinheiten beauftragt wurde. Daneben widmete er sich auch baulichen Aufgaben, so 1806 dem Bau des Seminargebäudes an der Wallstraße, einem Anbau an das Kollegiengebäude, umfangreichen Reparaturen am Mausoleum des herzoglich-oldenburgischen Hauses auf dem Gertrudenfriedhof und dem Entwurf eines Denkmals für den 1806 verstorbenen Minister Friedrich Levin von Holmer. Während der französischen Besetzung des Landes trat Lasius auch in die Dienste des Königreichs Westphalen als Ingénieur des ponts et chaussées und untersuchte den möglichen Verlauf eines schiffbaren Kanals zwischen Weser und Ems sowie zwischen Elbe und Weser als Teil eines Wasserweges von der Seine bis zur Ostsee, den projektierten Canal de la Seine à la Baltique. Daneben sorgte er auch für den Erhalt und den Ausbau der Straßen. Außerdem war er noch mit der Einrichtung des Bremer Schüttings als Tribunal und Akzisenhof, mit dem Entwurf für den Umbau des hannoverschen Posthauses in Bremen zu einer Gendarmeriekaserne und mit der Projektierung von Gefängnissen in Oldenburg, Hatten, Rastede und Westerstede beschäftigt.
Nach der Rückkehr des oldenburgischen Herzogs Peter I. trat Lasius 1813 wieder in dessen Dienste. Er leitete nun als Baurat wieder das Vermessungswesen und hatte ebenfalls erneut zahlreiche Bauprojekte zu erledigen. Bei der Einrichtung des Seebades auf Wangerooge führte er die herrschaftlichen Bauten aus. 1825 unterstützte er den Göttinger Mathematiker Carl Friedrich Gauß bei der Durchführung der Triangulation des Königreichs Hannover, deren Ergebnisse für Oldenburg als Grundlage der Landesvermessung von 1836 von erheblicher Bedeutung werden sollten. Außerdem konnte er Gauß die Resultate der 1805 von dem französischen Oberst d'Fipailly in Oldenburg ausgeführten trigonometrischen Vermessungen zur Verfügung stellen.

## Familie
Lasius heiratete Justine Leopoldine geb. Lodemann († vor 1833). Ihr gemeinsamer Sohn Otto Ernst Friedrich (1797–1888) wurde Architekt und oldenburgischer Oberbaudirektor.

## Schriften (Auswahl)
- Beobachtungen über die Harzgebirge nebst einem Profilrisse als ein Beytrag zur mineralogischen Naturkunde. 2 Bde. Hannover. 1789.
- Petrographische Charte des Harzes. 1789.
- Beschreibung der Mannichfaltigkeit in den Krystallen des Sedativspaths. Um 1790.
- Mittheilung von einer Ausartung der Würfelform der im Kalkberge bei Lüneburg vorkommenden Boracitkrystalle. Um 1790.
- Mineralogische Reise in die Pfälzischen Quecksilberbergwerke. 1792.
- Karte des „Departement des Bouches du Weser“. Maßstab 1: 250 000, 1812 (zus. mit Gerhard Anton von Halem).
- Beschreibung der zum Herzogthum Oldenburg gehörigen Insel Wangerooge und ihrer Seebade-Anstalt. Schulze'sche Buchdruckerei, Oldenburg 1821. (Google Books)